# Rio Mucugezinho
O Rio Mucugezinho é um curso d'água no estado brasileiro da Bahia. Ele atravessa a Área de Proteção Ambiental Marimbus-Iraquara, na Chapada Diamantina. Constitui atração turística e suas áreas de acesso são livres por decisão da Prefeitura de Lençóis. O rio tem uma grande importância histórica para toda a Chapada, cujo nome deriva da descoberta em seu leito do mineral que lhe dá nome. Em maio de 2000, junto ao Morro do Pai Inácio, foi listado pelo IPHAN como patrimônio tombado no livro  dos registros "arqueológico, etnográfico e paisagístico".
A comunidade de Brejão está localizada no vale de terras férteis formado pelo rio.

## Importância histórica
Foi nas margens do Mucugezinho, em área hoje pertencente ao município de Mucugê, que em 1844 tiveram lugar as primeiras lavras de diamantes na Chapada que a seguir levou o nome de Diamantina.
Graças à atividade do garimpo que esta região da Bahia, dotada de paisagens únicas, veio a ser povoada, primeiramente com garimpeiros oriundos possivelmente de Minas Gerais, fazendo surgirem cidades que encontraram nesta atividade seu apogeu e, também, posterior decadência.

## Atrações turísticas
Os moradores ao longo dos anos instalaram vários empreendimentos para atendimento aos visitantes do rio até que, em 1995, um empresário local adquiriu as terras para ali instalar um polo particular de turismo; tal iniciativa foi frustrada com a organização daqueles que ali já tinham bares e pousadas, que fundaram a Associação de Comerciantes e Moradores do Vale do Mucugezinho, e a partir de então tiveram reconhecidas suas propriedades e a entidade passou a exercer o controle de uso, bem como sua manutenção, sendo este um dos lugares principais na cidade de Lençóis que, para garantir o livre acesso ao lugar considerou seus caminhos e trilhas como "servidão pública".
Situado a quatro quilômetros da sede municipal de Lençóis, tem "balneário e mergulho, com tobogã natural" entre suas atrações.

### Morrão
Situado no vale formado pelo rio como parte da erosão da Serra do Sincorá, o chamado Morrão (que também tem o nome de Monte Tabor) é uma das principais atrações turísticas do lugar.
O Morrão é uma formação imponente, que atinge a altitude de 1 415 m, sendo um dos "principais cartões postais" da Chapada.

### Poço do Diabo
É uma das formações rochosas do Mucugezinho bastante visitadas, situada sob uma cachoeira que forma o poço, situado a jusante do escorregador. Seu nome é uma alusão à profundidade do mesmo, sendo metafórico (hagiotopônimo, na terminologia, por sua origem religiosa, ou mitotopônimo, por referir-se a um ente mítico). As lendas do lugar, entretanto, dizem que recebeu esse nome porque ali eram jogados para morrerem afogados os escravos acusados de roubarem diamantes.
O acesso ao local é fácil; na entrada da trilha que leva até ele há restaurante e, margeando o Mucugezinho com suas águas turvas e marrons, em trinta minutos de caminhada chega-se ao poço com suas cachoeiras que, embora não sejam das mais altas da Chapada, possuem uma beleza cênica admirável. O local é usado para o banho, apesar das águas bastante frias.

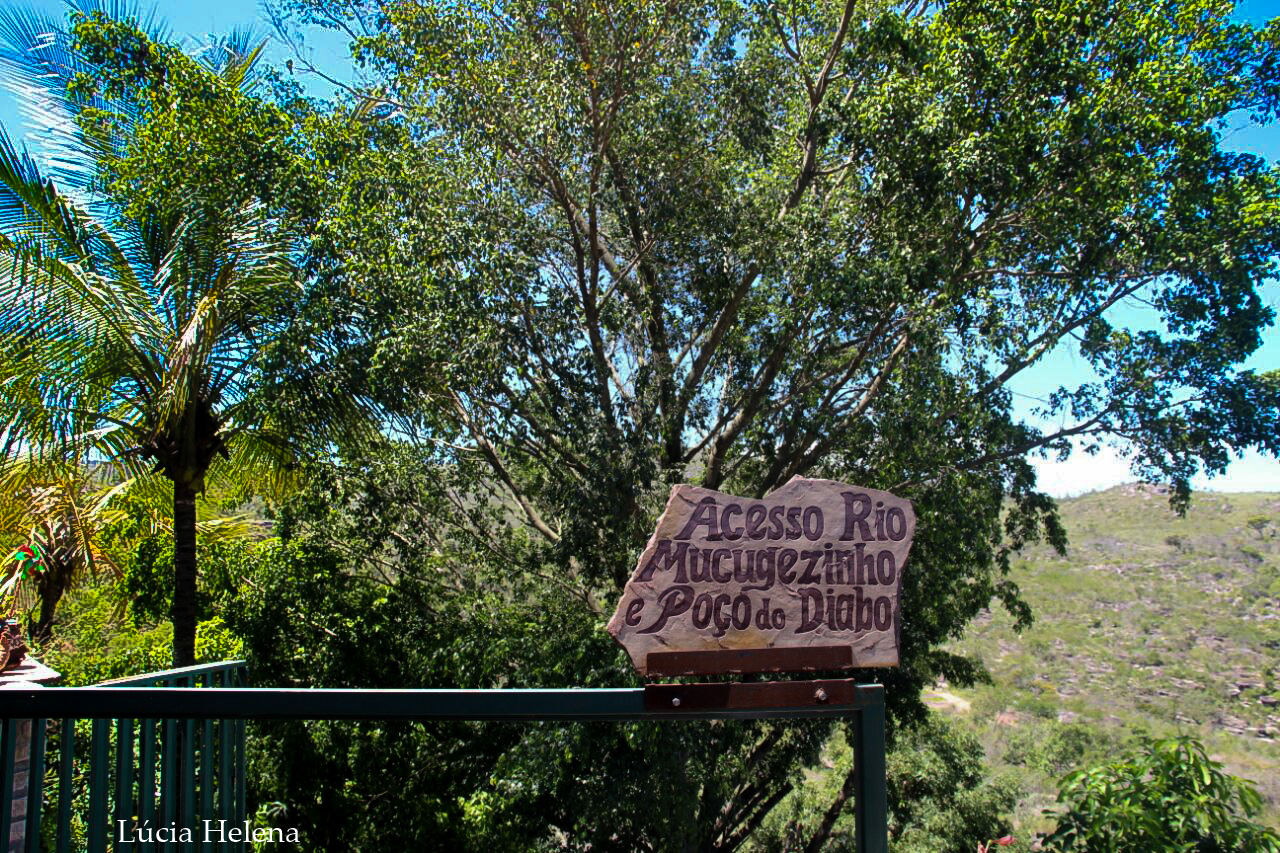
Placa indicativa, na trilha
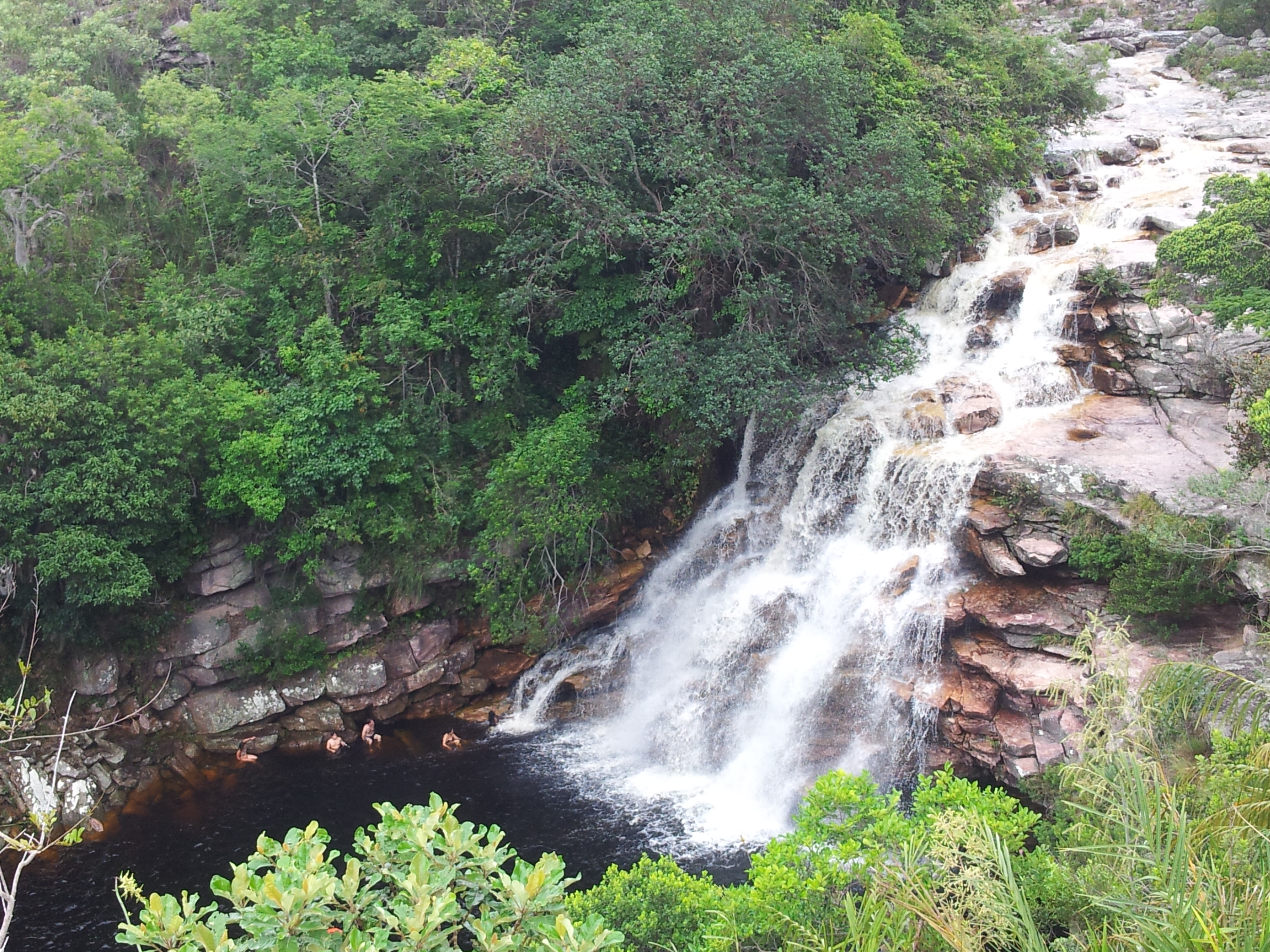
O Mucugezinho deságua no poço
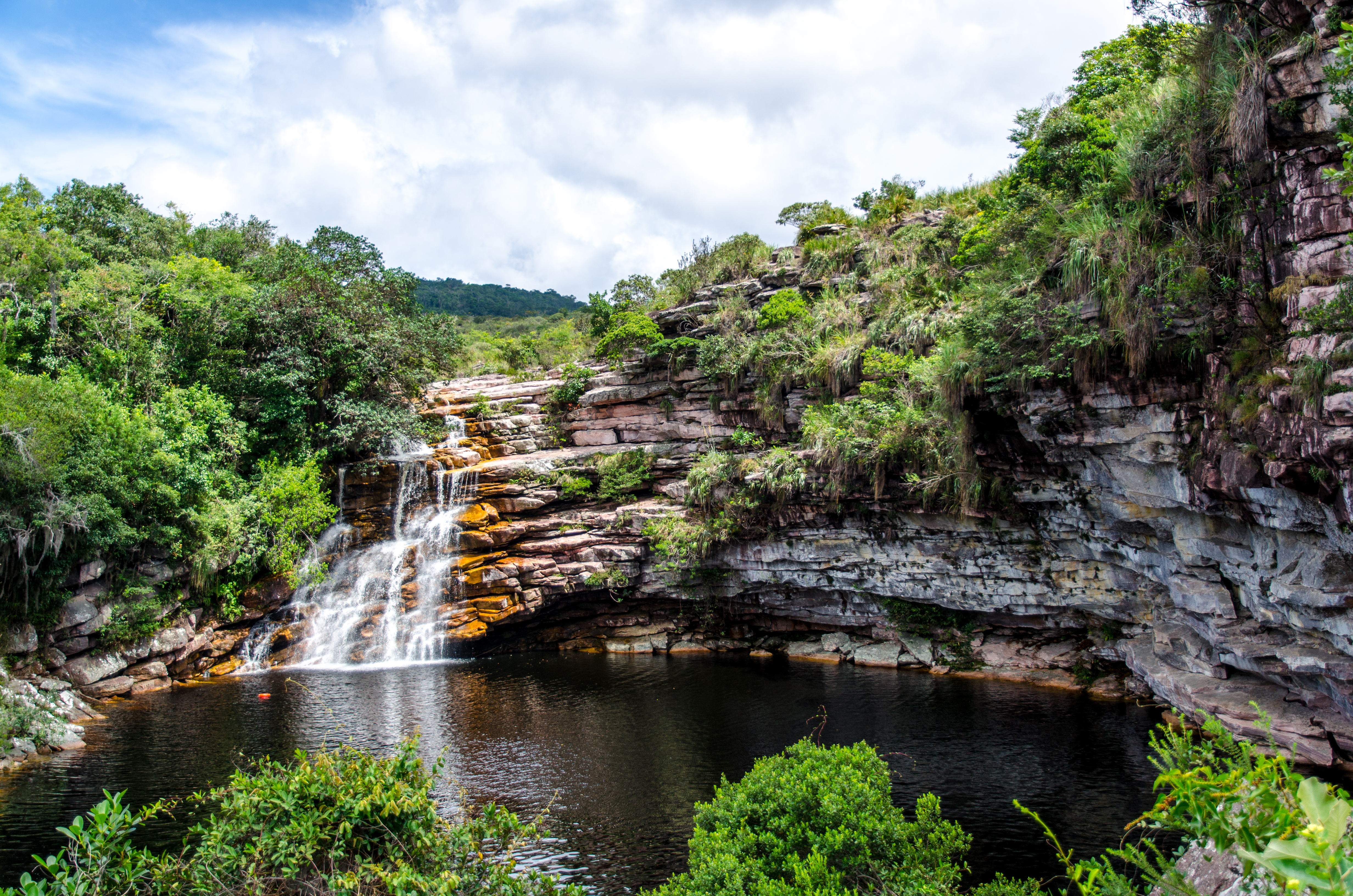
O lugar visto de baixo
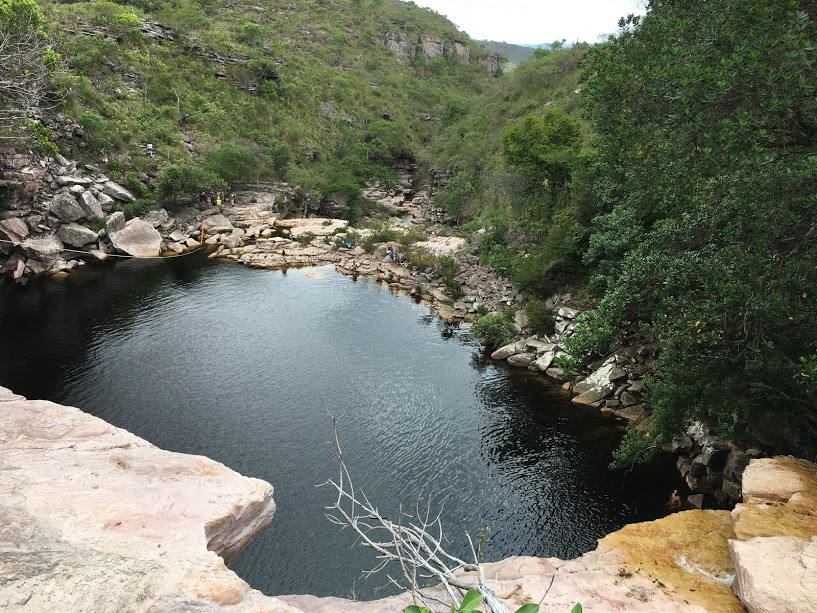
O poço, visto da cachoeira
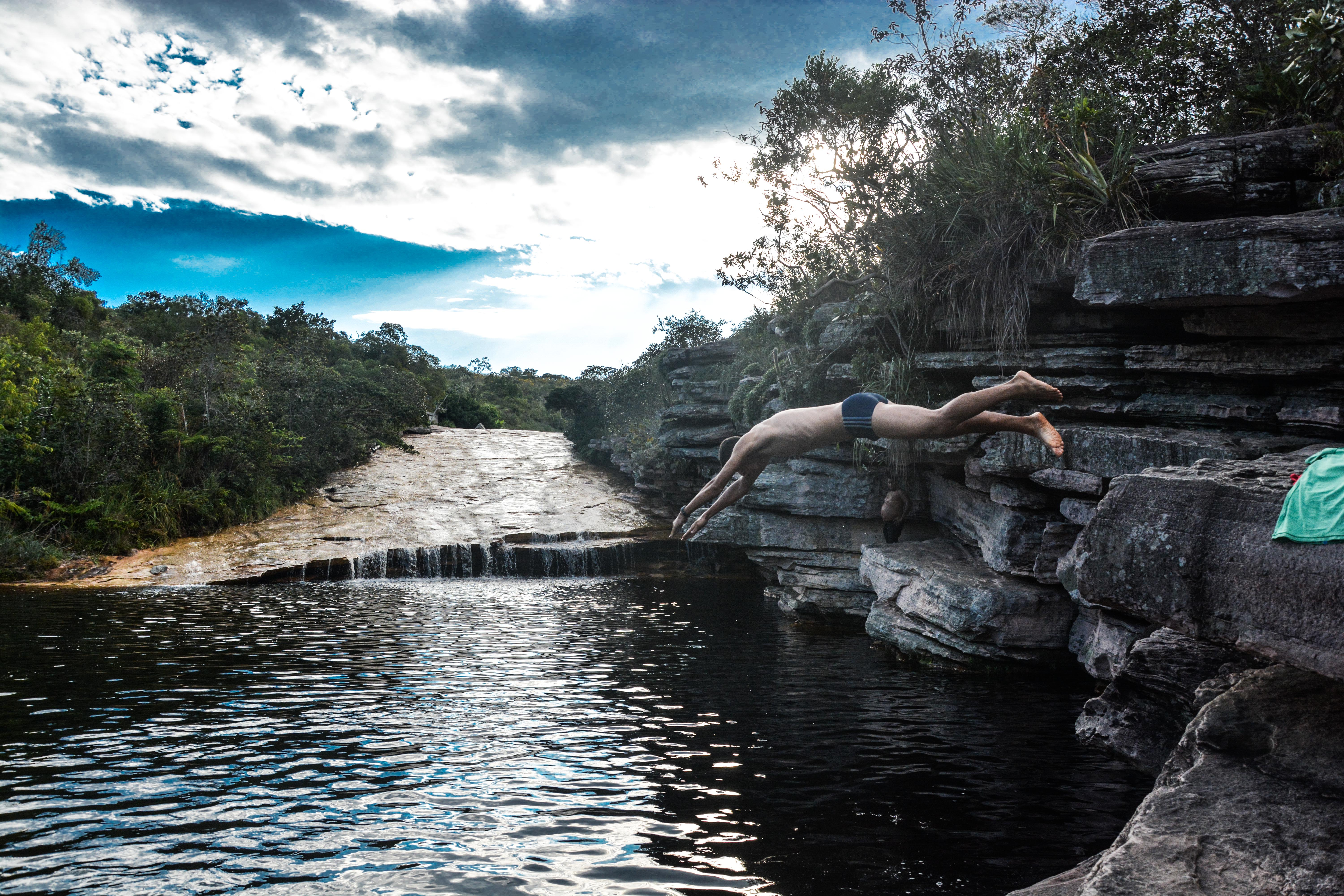
Visitante mergulhando

### Escorregador

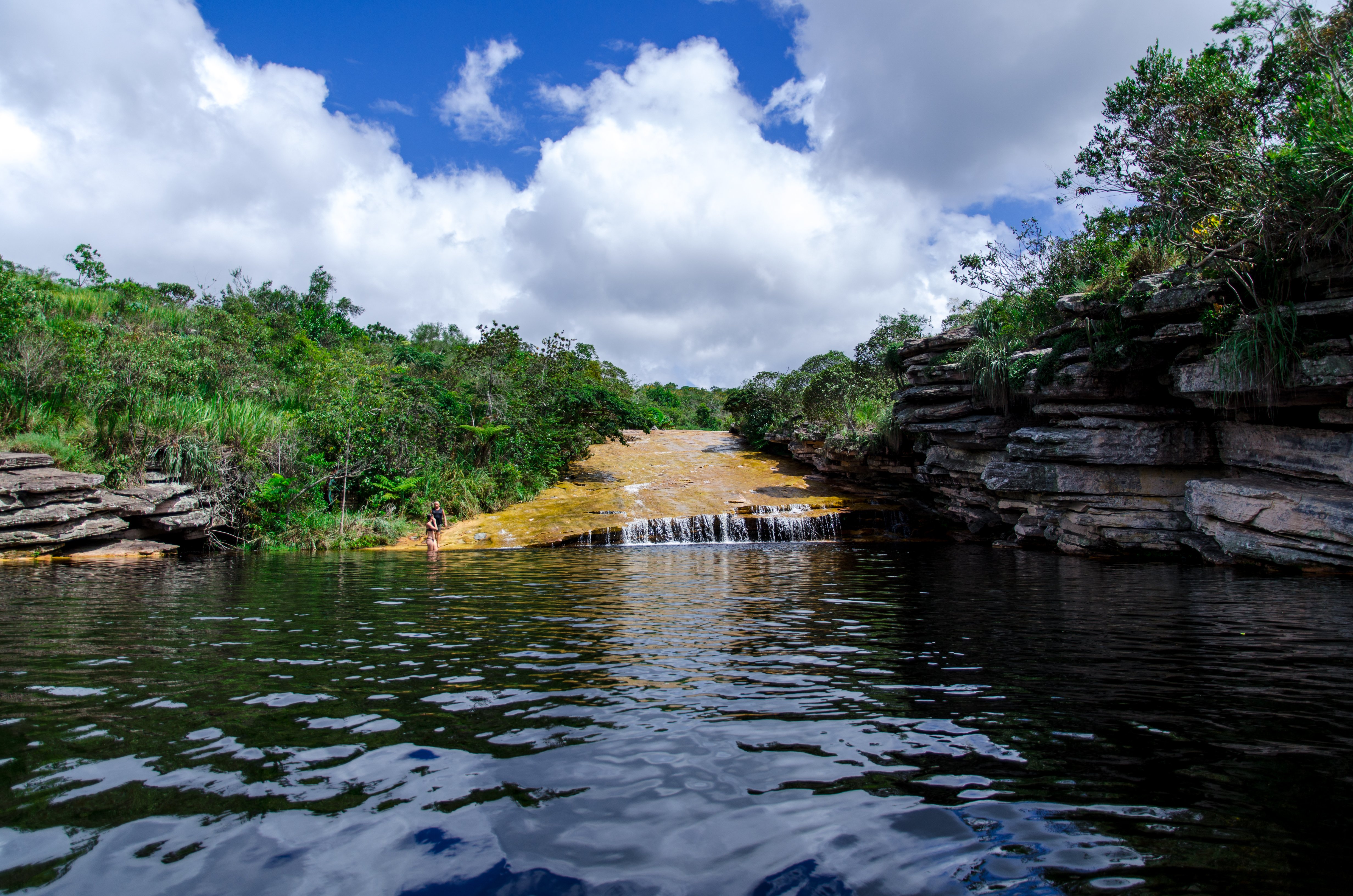
A escorregadeira natural, uma das atrações do rio.

A composição geológica do terreno (chamada "formação Tombador") criou, num vale que se situa em paralelo à estrada BR-242, um entalhamento vertical das rochas de forma que, neste ponto, "o rio atingiu o plano de estratificação dos arenitos rosados da formação Tombador,aproveitando-se da inclinação para leste do flanco oriental do Anticlinal do Pai Inácio, por onde escorre a água", formando um escorregador natural bastante visitado.
No local, dada a grande afluência turística, foram instalados bares e pousadas, "em estilo rústico, construídos sob os planos de estratificação e cavidades da rocha", passando eles mesmos a se constituírem em mais uma atração do lugar.